# Celestún
Celestún é um município do estado do Iucatã, no México. Conta com uma extensão territorial de 868,63 km². A população do município calculada no censo 2005 era de 6.269 habitantes.